# Bullanga de 1835
Les bullangues de 1835 foren unes revoltes contra els ordes religiosos fonamentalment pel seu suport als carlins durant la guerra civil, a què s'afegí la crisi econòmica del comerç i la indústria i les conseqüències de l'epidèmia de còlera de 1834 a Catalunya. Les primeres accions violentes pròpiament anticlericals esclataren a finals del Trienni Liberal quan s'assassinaren diversos clergues. Amb el retorn de l'absolutisme el 1823 l'episcopat feu una gran depuració dels sectors liberals del clergat català, decantant definitivament l'Església catalana cap a les posicions més conservadores.
El detonant de la bullanga ocorregué a Reus la nit del 22 de juliol del 1835. El 19 de juliol, membres liberals de la Milícia Urbana havien estat derrotats en el que es va conèixer com la "desfeta d'Arnes" per una partida carlina. Set reusencs van ser detinguts, torturats, i assassinats pels carlins. Segons Fontana el grup carlí era dirigit per un frare que va fer mutilar bàrbarament els presoners: els van tallar el nas, les orelles, "i altres membres", i a un d'ells (pare de vuit fills) el frare carlí va manar que el crucifiquessin i li traguessin els ulls. Sembla que això va ser el detonant pel qual el dia 22 es van cremar a Reus el convent de Sant Francesc i el dels carmelites, i es va disparar contra les cases d'alguns absolutistes, resultant en total 21 morts; tot i que Eduard Toda diu que les idees liberals feia temps que anaven contra els convents de Sant Francesc i el de Sant Joan.

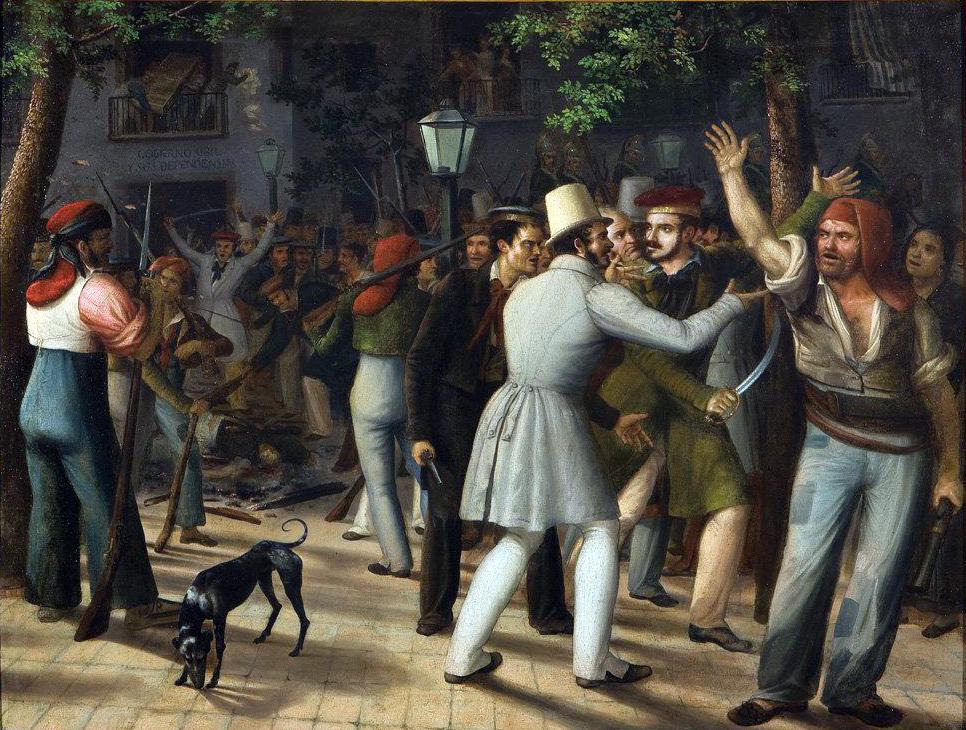
"La patuleia" Bullanga del 5 d'agost del 1835. Museu d'Història de Barcelona.

El 25 de juliol, dia de Sant Jaume patró d'Espanya, a Barcelona corregué la brama dels fets de Reus durant una concorreguda cursa de braus a la plaça del Torín a la Barceloneta. La xurma enfurismada decidí atacar alguns establiments religiosos entre ells el convent de la Mercè, el convent de Sant Francesc, i el convent de Santa Mònica; mentre les tropes estacionades a la caserna de les Drassanes van mantenir una actitud passiva, i al vespre es va començar a calar foc als Trinitaris Descalços, el convent de Sant Josep, els Agustins Calçats, el Convent del Carme i el convent de Santa Caterina.
El 27 de juliol, el general Manuel de Llauder entrà a Barcelona amb la intenció de restablir l'ordre, però va fugir a Mataró i envià el general Bassa a Barcelona com a emissari per a de nou, intentar altre cop restablir l'ordre. Aquest seria assassinat el 5 d'agost mentre es cremava el Vapor Bonaplata (atac de to obrerista) i s'enderrocà l'estàtua de Ferran VII.
Per tot plegat el govern de José María Queipo de Llano va acabar dimitint després d'aquests fets, i la crema dels convents va catalitzar el posterior procés d'exclaustració de moltes comunitats monàstiques i la desamortització dels seus béns, aprovada per les Corts el 1836 i el 1837; suprimint la majoria de comunitats (a Catalunya 193). En aquell moment a Mallorca s'enderrocaren diverses esglésies i convents entre el 1835 i el 1837. Aquests fets traumatitzaren el catolicisme i foren la causa que amb el temps aparegués una historiografia clerical preocupada per reconstruir la seva memòria històrica.